# Мочвара (2. сезона)
Друга сезона криминалистичко-драмске телевизијске серије Мочвара емитована је од 11. марта до 3. априла 2022. године на каналима Суперстар ТВ и РТС 1. Друга сезона се састоји од 11 епизода.

## Радња
Кроз нових 11 епизода, које се стилски и визуелно наслањају на прву сезону, публици ће бити дочаране другачије приче у којима инспектор Никола Крсмановић  истражује низ окрутних убистава, али и истовремено открива тајну властитог порекла. Инспектор Никола добија достојног наследника у лику Атиле Варге.
Радња приче у новој сезони "Мочваре" сели се из Београда у Сенту, наизглед идилично војвођанско место на обали реке, где неколико породица живи, влада и одлучује о животу и смрти. 
Кроз нове епизоде публика ће моћи да види како се инспектор Никола мења, постаје спреман да прашта, сазнаћемо шта ће се догађати са њим и открити кључна питања за развој неких нових прича...
Инспектор Никола Крсмановић је у лошим односима са бившом женом Мајом.
Ћерку виђа сваки други викенд и смета му што је нови Мајин партнер заузео његово место.
Након смрти мајке Данице, почиње да тражи истину о сопственом пореклу.
Елена, девојка коју је Никола познавао и којој је покушао да помогне, пронађена је брутално убијена у малом војвођанском месту, непосредно након момачке вечери Срђана Карана, певача у успону који треба да се ожени Лидијом Гарчевић, ћерком локалних моћника.
Испоставља се да мирно војвођанско место у коме је убијена Елена крије страшне тајне - камен је подигнут и испод њега је легло змија. 
Млади инспектор Атила Варга, несрећно заљубљен у Лидију, врши увиђај и проналази крвљу исписану поруку „Никола Крсмановић”.
Атила ступа у контакт са Николом који постаје опседнут Елениним случајем.
Никола открива да је покојница изазвала многе моћне људе из малог војвођанског места у коме је убијена.
Атила према Николи осећа мешавину дивљења и одбојности, а временом обојица схватају да су слични - изопштеници у потрази за истином...
Трагајући за Елениним убицом, Никола ће открити годинама скриване тајне о својој породици...

## Епизоде
| Бр. еп. (укупно) | Бр. еп. (у сезони) | Наслов         | Редитељ       | Сценариста                      | Премијера      |
| --- | ------------------ | -------------- | ------------- | ------------------------------- | -------------- |
| 11 | 1                  | "Епизода 2.1"  | Олег Новковић | Милена Марковић и Олег Новковић | 11. март 2022. |
| Радња приче у новој сезони "Мочваре" се сели из Београда и сада је смештена у Сенти, у наизглед идиличном војвођанском месту, на обали реке, где неколико породица живи, влада и одлучује о животу и смрти. Млада девојка прелази велики пут и долази у Сенту како би изненадила Срђана Карана, певача народне музике. Инспектор Никола Крсмановић бори се са духовима своје прошлости. Млади инспектор Атила Варга враћа се у родно место по службеној дужности, али се сусреће и са проблемима и потиснутим осећањима које је оставио иза себе. Гарчевићи владају Сентом, чудна породица угледних брачних партнера бизнисмена Жељка и докторке Марије. Њихове две ћерке имају своје тајне жеље. Лидија, старија од њих две, припрема венчање са Срђаном Караном, док млађа сестра Ана завиди својој сестри на свему. Момачко вече Срђана Карана завршава се убиством. |                    |                |               |                                 |                |
| 12 | 2                  | "Епизода 2.2"  | Олег Новковић | Милена Марковић и Олег Новковић | 12. март 2022. |
| Започиње истрага убиства. Никола Крсмановић долази на случај јер је познавао убијену девојку Елену која је оставила поруку са његовим именом. У Београду, у полицијску станицу стиже нови шеф, а стара екипа инспектора није одушевљена новим начином рада и шефом. Никола је у потрази за оцем за кога не зна ни ко је. Атила је врло посвећен. Његова породица је у сенци породице Гарчевић, његова мајка је главна за одржавање куће Гарчевића. Атила је био у вези са Лидијом и тешко му пада њена удаја за Срђана Карана за кога сматра да је лош и користољубив. |                    |                |               |                                 |                |
| 13 | 3                  | "Епизода 2.3"  | Олег Новковић | Милена Марковић и Олег Новковић | 13. март 2022. |
| Никола налази свог оца и сазнаје целу причу. Колеге из Београда и даље раде на случају "Микац", у старом саставу. Милка је уз њега и долази у Сенту. Она и Атила су тим. Истрага иде на све стране. Сви изгледају сумњиво. Породица Каран показује своје наличје. Гарчевићи у свему изгледају сумњиво и чудно. |                    |                |               |                                 |                |
| 14 | 4                  | "Епизода 2.4"  | Олег Новковић | Милена Марковић и Олег Новковић | 18. март 2022. |
| Срђан Каран има концерт. Цели град жели да га види. Све девојке га обожавају, а највише оне блиске његовој жени. Дешава се инцидент, али то није све. Напетости расту између Каранових и Гарчевића. Каранови немају толико среће и умећа да се снађу у напетим ситуацијама. |                    |                |               |                                 |                |
| 15 | 5                  | "Епизода 2.5"  | Олег Новковић | Милена Марковић и Олег Новковић | 19. март 2022. |
| Никола и његови инспектори истражују све играче и сваки траг. Сви у граду су врло тихи у одавању било каквих података. Сви делују сумњиво. Али Николу то не обесхрабрује. Покушава да реконструише злочине али и да види где и у чему ти злочини имају заједничку црту. |                    |                |               |                                 |                |
| 16 | 6                  | "Епизода 2.6"  | Олег Новковић | Милена Марковић и Олег Новковић | 20. март 2022. |
| Никола покушава да открије и најситнији детаљ. Реконструише из свих углова шта је могло да се деси и где су везе између свих мештана. Открива се још неколико линија нелегалних послова. Гарчевићи су под притиском и присмотром Николе који жели да види да ли ће неко од њих пући под притиском. Милка и Атила имају своју игру. Атила је стрпљив, Милка је на дистанци. |                    |                |               |                                 |                |
| 17 | 7                  | "Епизода 2.7"  | Олег Новковић | Милена Марковић и Олег Новковић | 25. март 2022. |
| И даље траје истрага још једног убиства, сви од мештана имају по нешто што крију. Инспектори се везују за неке од локалних људи, али покушавају да остану на нивоу задатака. Још једна несрећна прича дешава се на локалном концерту Срђана Карана. |                    |                |               |                                 |                |
| 18 | 8                  | "Епизода 2.8"  | Олег Новковић | Милена Марковић и Олег Новковић | 26. март 2022. |
| Дешавају се узвраћене и неузвраћене љубави. Свако од локалаца и полицајаца у истрази носи своје ожиљке и скривене приче. Свака породица има своју тајну али је и чува од остатка света. |                    |                |               |                                 |                |
| 19 | 9                  | "Епизода 2.9"  | Олег Новковић | Милена Марковић и Олег Новковић | 27. март 2022. |
| Догађа се још једно убиство у Сенти. Сада су све породице уједињене у намери да сачувају сваку своју тајну. Полиција покушава да сазна све детаље, добија нове податке који ће помоћи у откривању првог убиства, девојке Елене. |                    |                |               |                                 |                |
| 20 | 10                 | "Епизода 2.10" | Олег Новковић | Милена Марковић и Олег Новковић | 2. април 2022. |
| Полако се откривају сви детаљи првог убиства, а и завршница је истраге у паралелној причи у Београду. Сви полицајци су већ изнурени и емотивно јер свако има по неку личну везу са причом... |                    |                |               |                                 |                |
| 21 | 11                 | "Епизода 2.11" | Олег Новковић | Милена Марковић и Олег Новковић | 3. април 2022. |
| Неочекивани обрт у истрази у Сенти доводи до разрешења свих убистава. Али, београдска прича доживљава трагичан епилог... |                    |                |               |                                 |                |